# Dominique Trottier
Dominique Trottier est un journaliste, conseiller en communication et écrivain né à La Tuque, au Québec, en 1976.

## Biographie
Il commence sa carrière journalistique à la station de radio CKRL, à Québec, en 1995. De 1997 à 1999, il est reporter et lecteur de nouvelles pour la radio de la Société Radio-Canada à Vancouver. Il obtient en 1998 un baccalauréat en sciences politiques (Université Laval et Université de la Colombie-Britannique).
En 1999 et 2000, il réalise des reportages pour la presse écrite et électronique en tant que correspondant en Amérique du Sud, basé à Lima, au Pérou. Par la suite, il devient rédacteur pour le Réseau de l'information et Radio-Canada à Montréal. De 2001 à 2004, il est reporter pour la télévision de Radio-Canada à Edmonton, en Alberta.
De 2004 à 2013, Dominique Trottier est journaliste d’enquête pour l'émission d'affaires publiques JE, diffusée sur le réseau TVA. De 2014 à 2015, il participe à la relance du journal Rive-Sud Express en tant que rédacteur en chef. En 2015, il tente d'être candidat à l'investiture du Nouveau Parti démocratique pour les élections fédérales canadiennes, sans succès.
De 2015 à 2016, il est consultant, formateur en journalisme et spécialiste web pour Radio Okapi, à Kinshasa, en République démocratique du Congo.
En juillet 2016, il publie un roman, Le Tour du monde en 80 femmes.
Depuis 2019, il est conseiller en communication pour le Gouvernement du Québec, au Ministère du Travail, de l'Emploi et de la Solidarité sociale.